# Ippodromo delle Capannelle
L'Ippodromo delle Capannelle è il più antico ippodromo italiano ed è situato a sud-est di Roma in zona XVIII Capannelle, sulla via Appia.

## Descrizione e storia

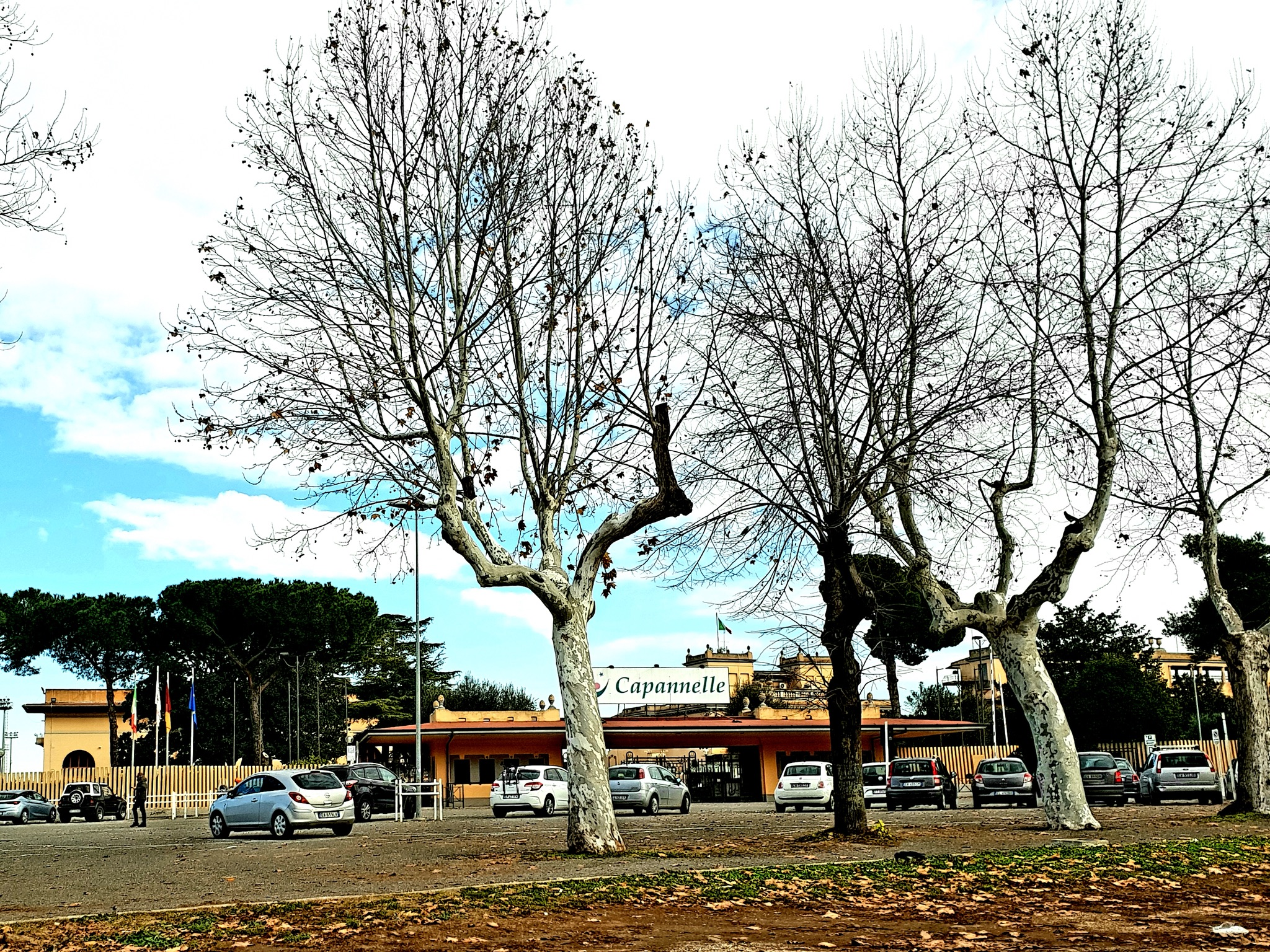
L'ingresso all'ippodromo fotografato nel dicembre 2018

Inaugurato nel 1881, già dal 1844 Lord George Stanhope, Conte di Chesterfield, aveva fatto disputare due giornate di corse sul terreno limitrofo all’attuale area dell’ippodromo che fino ad allora era un luogo deputato a battute di caccia alla volpe. In quegli anni si costituirono il Jockey Club Italiano e la Società degli Steeple Chases.
L'Ippodromo fu ristrutturato nel 1926 e fino a marzo 2014 ha ospitato esclusivamente gare di galoppo, sia in piano sia in ostacoli; successivamente sono arrivate anche le gare di trotto, su una nuova pista appositamente realizzata all'interno della pista del galoppo, dopo la chiusura dell'ippodromo esclusivamente dedicato al trotto (Tor di Valle).
Nell'ottobre 2005 è stata inaugurata la pista ‘all-weather’, primo esempio italiano di pista con fondo in sintetico. 
Un anno dopo, il 9 settembre 2006, è stato acceso per la prima volta l’impianto di illuminazione realizzato con 25 torri faro che dispongono di 550 riflettori da duemila watt ciascuno, che rendono possibile l’effettuazione di manifestazioni in notturna, in particolare riunioni di corse di galoppo sulla pista all-weather.  Le torri sono state dimensionate in modo da resistere ai venti dominanti e da evitare oscillazioni che possano disturbare, con lo spostamento della luminosità, la sensibilità visiva dei cavalli sensibili alle variazioni di luce.
Non è raro che vi si pratichino anche gare sportive di altro genere, come ad esempio il cricket, per il quale è allestita un'apposita zona, con una piccola tribuna di 60 posti a sedere.
L’Ippodromo è sede confermata di concerti di levatura internazionale (Rock in Roma), di importanti appuntamenti sportivi come il Campionato Mondiale Ciclocross e di rassegne espositive.
L’area comprende due zone destinate alle scuderie, che possono ospitare fino a 1.000 cavalli.
L’impianto totale si estende in 140 ettari, e con le quattro tribune ed il parterre ha una ricettività di 20.000 persone ma può arrivare ad ospitarne fino a 45.000 in occasione dei concerti.
Il toponimo "Capannelle" deriva dal fatto che nell'Ottocento, presso il vicino bivio tra la via Appia Nuova e la via Appia Pignatelli, erano visibili le "capanne", rifugi temporanei caratteristici dell'Agro romano.

## Gare
- Derby italiano di galoppo
- Premio Regina Elena
- Premio Tudini
- Grande Steeple Chase delle Capanelle - gara trasferita a Merano dopo la dismissione della pista ad ostacoli a favore di quella del trotto[2].

## Galleria d'immagini

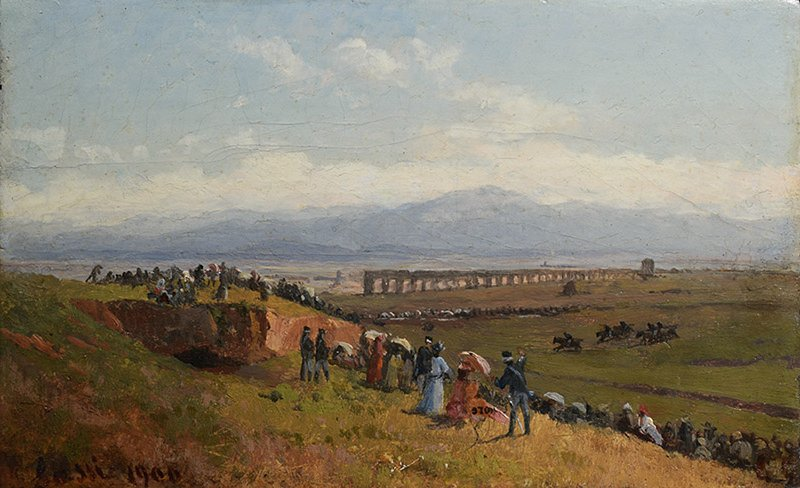
Pietro Sassi, All'Ippodromo delle Capannelle, 1900
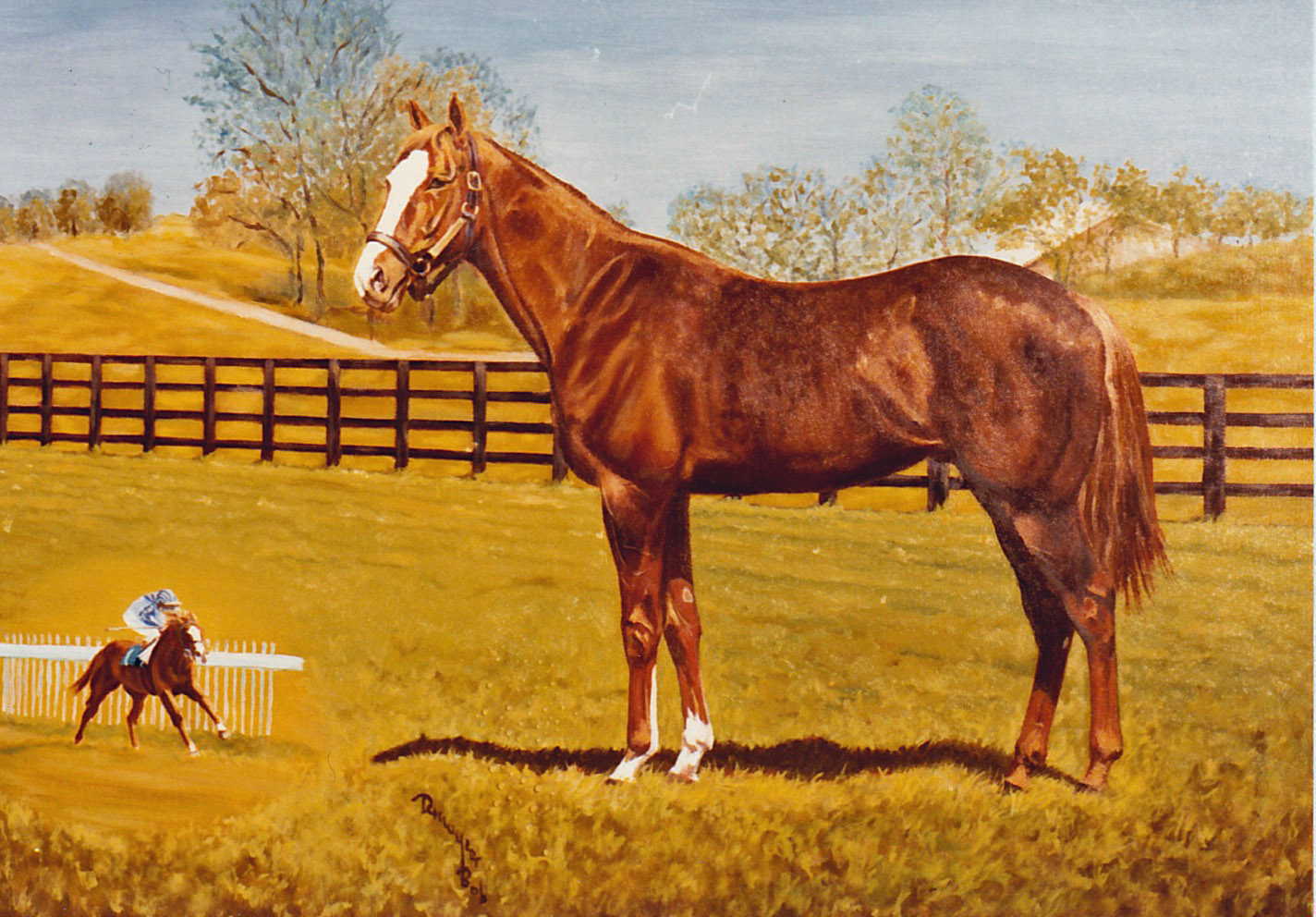
Bob Demuyser (1920-2003), Nortjet, vincitore nel 1981 del Premio Tudini, olio su tela
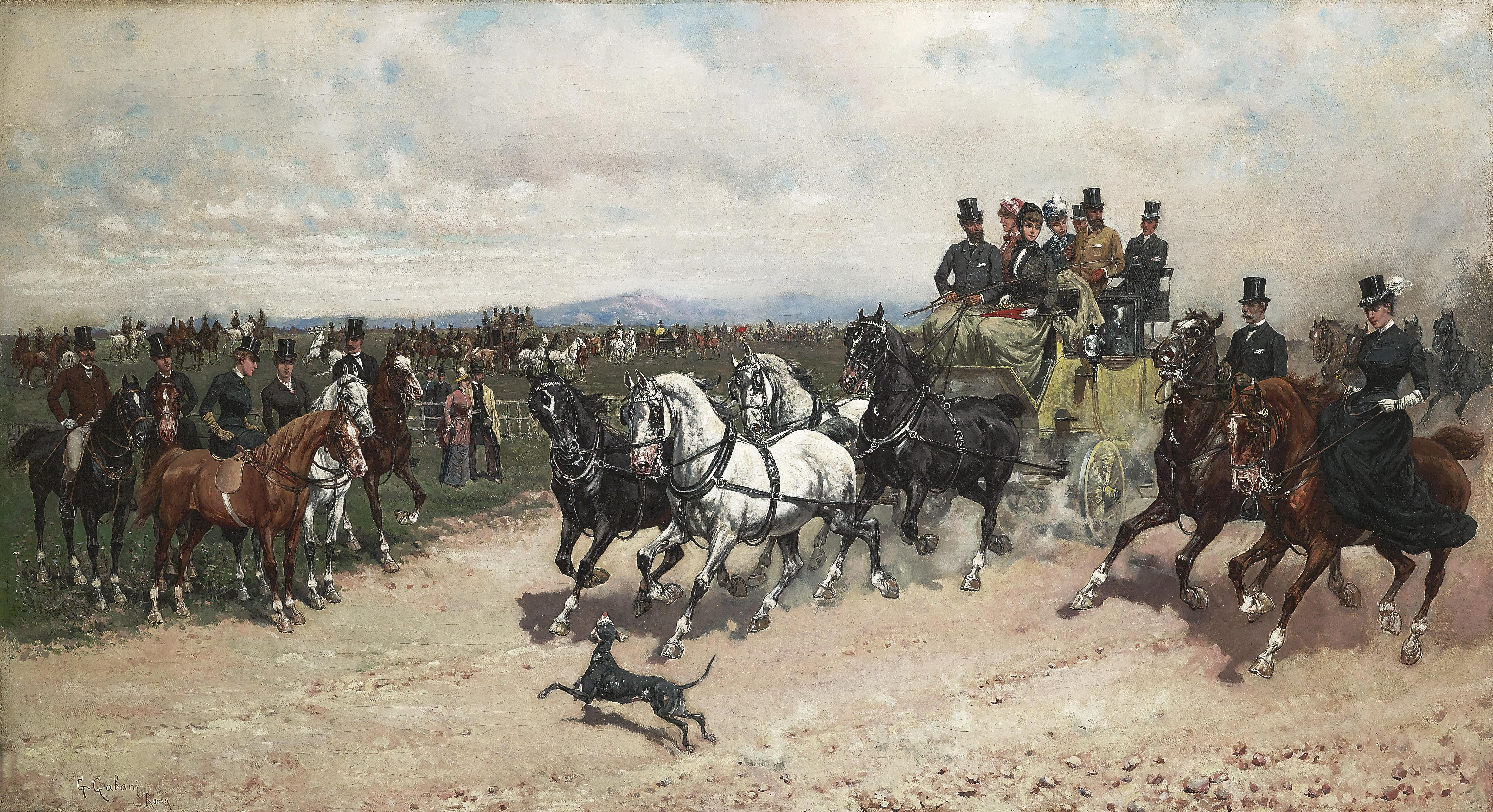
Giuseppe Gabani, Ritorno dalle Capannelle, 1899

## Collegamenti
|  | È raggiungibile dalla stazione di Roma Capannelle. |